# Мистер Хелл
«Мистер Хелл» (англ. Aaagh! It's the Mr. Hell Show) — британский мультсериал от компании BBC.

## Описание
Мультсериал представлен, как получасовое скетч-шоу. Его ведущий — Мистер Хелл (от англ. hell — ад) — дьявол с юморным характером. У него есть незаконнорожденный сын, появившийся в результате курортного романа.

## Награды
- 2001 — Премия Гемини;
- 2001 — Кинофестиваль Лео — Победитель в номинации «Лучшая анимационная программа или сериал»;
- 2001 — Мировой фестиваль независимой киноиндустрии в Хьюстоне — Обладатель платинового Реми.